# Wang Xiaohong
Wang Xiaohong (n. 20 noiembrie 1968, Changzhou⁠(d), Republica Populară Chineză) este o înotătoare ce a reprezentat Republica Populară Chineză, medaliată olimpică. A participat la 2 ediții ale Jocurilor Olimpice (1988, 1992) în care a câștigat o medalie de argint.